# Siedmiu mędrców
Siedmiu mędrców – nazwa używana do określenia grupy wybitnych działaczy i reformatorów, żyjących w starożytnej Grecji pomiędzy końcem VII i połową VI wieku p.n.e.
Mędrcy działali w czasach bezpośrednio poprzedzających pojawienie się filozofii. Sami nie byli filozofami, ale raczej mężami stanu, działaczami, prawodawcami, reformatorami życia społecznego. Głoszone przez nich mądrości życiowe wynikały nie tyle z systematycznych przemyśleń, ile z bogatego doświadczenia życiowego. Okres ich działalności nazywany bywa okresem siedmiu mędrców.
Trudno ustalić, które postacie historyczne zaliczane były przez Greków do grupy siedmiu najwybitniejszych mędrców – w zachowanych przekazach istnieją w tej kwestii rozbieżności i wymienianych jest więcej nazwisk. Według Platona mędrcami byli:
- Bias z Prieny – doradzał Jończykom, aby emigrowali na Sardynię wobec naporu Persów,
- Solon – ateński polityk i prawodawca, sprawujący władzę z woli ludu, a także poeta gnomiczny,
- Pittakos z Mityleny – wybrany przez współobywateli dyktator Mityleny z okresu jej współzawodnictwa z Atenami (o panowanie nad Hellespontem),
- Tales z Miletu – matematyk, astronom, inżynier, polityk, podróżnik i kupiec, uznawany za pierwszego filozofa[2],
- Kleobulos z Lindos – tyran z Lindos na Rodos,
- Myzon z Chen,
- Chilon ze Sparty.

O ile wszystkie źródła wymieniają cztery pierwsze nazwiska, o tyle często zamiast Kleobulosa, Myzona i Chilona wymienia się inne postacie. Wśród nich pojawiają się na przykład:
- Periander – tyran, uznawany za mądrego władcę, który doprowadził do rozkwitu ekonomicznego i kulturalnego Koryntu,
- Ezop z Frygii – półlegendarny bajkopisarz grecki, uważany za twórcę klasycznej bajki zwierzęcej, wywodzącej się bezpośrednio z ludowej tradycji ustnej,
- Anacharsis – scytyjski filozof, który w VI wieku p.n.e. przybył do Aten,
- Epimenides z Krety – legendarny kreteński poeta, cudotwórca i teolog, znany dzięki tzw. „paradoksowi Epimenidesa”.

Mądrości głoszone przez mędrców sprowadzały się do wychwalania rozsądku i umiaru. Typowe zalecenia i sentencje to „Nie mówić źle o umarłych” (Chilon ze Sparty) czy „Wszystko, co posiadam, noszę ze sobą” (Bias z Prieny).